# Cymbopogon tungmaiensis
Cymbopogon tungmaiensis är en gräsart som beskrevs av L.Liou. Cymbopogon tungmaiensis ingår i släktet Cymbopogon, och familjen gräs. Inga underarter finns listade i Catalogue of Life.